# Баткович, Сьюзи
Сьюзи Баткович (англ. Suzy Batkovic; в замужестве Браун (англ. Brown); род. 17 декабря 1980 года в Ньюкасле, Новый Южный Уэльс, Австралия) — австралийская профессиональная баскетболистка хорватского происхождения, игравшая в женской национальной баскетбольной ассоциации за клуб «Сиэтл Шторм», которым была выбрана на драфте ВНБА 2003 года во втором раунде под 22-м номером. Кроме того выступала в женской национальной баскетбольной лиге за пять различных команд, выиграв пять чемпионских титулов и шесть званий MVP. Играла на позиции центровой.
В составе национальной сборной Австралии она выиграла серебряные медали Олимпийских игр 2004 года в Афинах и 2008 года в Пекине и бронзу 2012 года в Лондоне, к тому же стала бронзовым призёром чемпионата мира 2002 года в Китае.

## Биография
Сьюзи Баткович родилась 17 декабря 1980 года в городе Ньюкасл (штат Новый Южный Уэльс), а училась она в городе Канберра в колледже Лейк-Джинниндерра, в котором выступала за местную баскетбольную команду..